# 云南芙蓉
云南芙蓉（学名：Hibiscus yunnanensis）为锦葵科木槿属下的一个物种。种加词 yunnanensis 意为“云南的”。